# والتر هوهمان
والتر هوهمان (بالألمانية: Walter Hohmann)‏ (و. 1880 – 1945 م) هو مهندس فضاء جوي، ومهندس مدني، ومهندس، ومهندس معماري، وعالم فلك ألماني، توفي في إسن، عن عمر يناهز 65 عاماً.

## التعليم
تعلم في الجامعة التقنية الراينية الفستفالية، وتعلم في جامعة ميونخ التقنية
.